# Alexandre le Damascène
Pour les articles homonymes, voir Alexandre.
Alexandre le Damascène (en latin : Alexander Damascenus) est un philosophe péripatéticien du milieu du IIe siècle.